# Vizcondado de Torre Mayor
El vizcondado de Torre Mayor es un título nobiliario español creado por el rey Carlos II el 4 de junio de 1691, como previo al marquesado de la Torre Mayor otorgado a José de Avellaneda y Sandoval, y rehabilitado por Alfonso XIII mediante real decreto del 17 de enero de 1884, y real despacho expedido el 3 de junio del mismo año, en favor de María del Carmen Ruiz-Soldado y Gómez de Molina.
El título se volvió a rehabilitar en 1993, durante el reinado de Juan Carlos I, por José Antonio de Barrionuevo y Dronda.

## Vizcondes de Torre Mayor
| I                                                                                 | José de Avellaneda y Sandoval                   | 1691-1691 |
| Rehabilitación por Alfonso XII                                                    |                                                 |           |
| II                                                                                | María del Carmen Ruiz-Soldado y Gómez de Molina | 1884-¿?   |
| Rehabilitación por Juan Carlos I                                                  |                                                 |           |
| III                                                                               | José Antonio de Barrionuevo y Dronda            | 1993-2011 |
| El título se encuentra actualmente vacante por fallecimiento de su último titular |                                                 |           |

## Historia de los vizcondes de Torre Mayor
- José de Avellaneda y Sandoval, I vizconde de Torre Mayor, caballero de la Orden de Calatrava.[1] La dignidad se otorgó como un mero vizcondado previo y caducó tras el despacho de la merced principal.

- María del Carmen Ruiz-Soldado y Gómez de Molina (n. Málaga, 11 de marzo de 1836), II vizcondesa de Torre Mayor por rehabilitación en 1884.[1]

El 10 de marzo de 1989, José Antonio Barrionuevo y Dronda cursó una solicitud, publicada en el BOE del 10 de abril, para rehabilitar el título en su favor. Tanto él como una segunda solicitante, su hermana María de los Ángeles de Barrionuevo y Dronda, fueron convocados el 8 de octubre de 1989 —BOE del 11 de noviembre— para que pudiesen «alegar lo que crean convenir a sus respectivos derechos». Finalmente, el real decreto del 22 de enero de 1993, publicado en el BOE del 1 de febrero, rehabilitó el título en favor de:
- José Antonio de Barrionuevo y Dronda, III vizconde de Torre Mayor por carta de rehabilitación expedida el 22 de abril de 1993.

Casó con María Dora Urgel y Carbonell.
Sin embargo, en el marco de la Ley 33/2006, que determinó la igualdad del hombre y la mujer en la sucesión nobiliaria, un real decreto fechado el 8 de abril de 2011 (BOE del día 28 del mismo mes) revocó la rehabilitación y carta de sucesión otorgadas al III vizconde de Torre Mayor:

En trámite de ejecución de sentencia firme dictada por la Sección 13.ª de la Audiencia Provincial de Madrid, de fecha 9 de febrero de 2009, y de conformidad con lo preceptuado en el artículo 12 del Real Decreto de 8 de julio de 1922,

DISPONGO:
Primero.–Se revoca el Real Decreto de 22 de enero de 1993, por el que se rehabilitó el título de Vizconde de Torre Mayor a favor de don José Antonio Barrionuevo y Dronda.
Segundo.–Se cancela la Real Carta de Rehabilitación de fecha 22 de abril de 1993, expedida en virtud del anterior Real Decreto, con su devolución al Ministerio de Justicia, a los efectos consiguientes.

Dado en Madrid, el 8 de abril de 2011.
JUAN CARLOS R. El Ministro de Justicia, FRANCISCO CAAMAÑO DOMÍNGUEZ.

Actualmente, dado que María de los Ángeles de Barrionuevo y Dronda no ha solicitado la sucesión, el título se encuentra vacante.